# Мунай (посёлок)
Мунай — посёлок в Новокузнецком районе Кемеровской области. Входит в состав Кузедеевского сельского поселения.

## География
Центральная часть населённого пункта расположена на высоте 257 метров над уровнем моря.

## Население
По данным Всероссийской переписи населения 2010 года, в посёлке Мунай проживает 92 человека (52 мужчины, 40 женщин).